# Bruno Viola
Bruno Viola, nome di battaglia "Marinaio" / "Lampo" (Caldogno, 6 settembre 1924 – Malga Zonta, 12 agosto 1944), è stato un militare e partigiano italiano, insignito della medaglia d'oro al valor militare.

## Biografia
Dopo avere lavorato come operaio in una polveriera, nel 1942 si arruola volontario nella Marina Militare del regno in qualità di Radiotelegrafista inizialmente a La Spezia. L'8 settembre 1943 è a Roma, ritorna a casa a Caldogno (VI) e nel gennaio 1944 entra a far parte della Resistenza vicentina nel battaglione "Marzarotto" in Val Posina, divisione "Ateo Garemi", delle Brigate Garibaldi.
Muore fucilato dai soldati tedeschi a Malga Zonta (comune di Folgaria, Provincia autonoma di Trento) dopo la battaglia tra i partigiani da lui comandati, rifugiati all'interno della malga, e le truppe tedesche in rastrellamento (Operazione "Belvedere"). La fucilazione dei partigiani catturati e di tre malgari viene ricordata come l'eccidio di Malga Zonta.

## Controversie
Sull'episodio che portò alla sua fucilazione sono sorte nel tempo parecchie controversie, dovute alla controproducente rappresentazione agiografica fatta dai sopravvissuti e soprattutto dalle associazioni partigiane. Fu messo in dubbio che il corpo recuperato dopo la fine della guerra fosse quello del Viola. In effetti al riconoscimento della salma nessuno dei parenti era presente. E non aiutò il fatto che nei registri dell'anagrafe del Comune di Folgaria, il decesso del Viola fu datato 6/08/1944 ovvero una settimana prima della battaglia.
Altra polemica sorse circa l'attribuzione al "Marinaio" delle sue ultime parole rivolte ai fucilatori. Infatti le testimonianze dei sopravvissuti, accertate dal alcuni studiosi storici, provano che furono "Viva Stalin!" e non "Viva l'Italia" come il mito vorrebbe.